# Tetrodontophora bielanensis
Tetrodontophora bielanensis is een springstaartensoort uit de familie van de Onychiuridae. De wetenschappelijke naam van de soort is voor het eerst geldig gepubliceerd in 1842 door Waga.